# Ciudad Deportiva del Real Madrid Club de Fútbol (1963)
La Ciudad Deportiva fue el centro de los deportes del club español Real Madrid. Estaba en el Paseo de la Castellana del barrio de La Paz de Madrid. Fue inaugurado el 18 de mayo de 1963, y desapareció en el verano de 2004.

## Historia

### Inauguración
Bajo la presidencia de Santiago Bernabéu, se construye en mayo de 1963 la "Ciudad Deportiva del Real Madrid" siendo innovadora para su época. Situado en las afueras de la ciudad, disponía de campos de entrenamiento para el primer equipo y las categorías inferiores y demás miembros de las secciones deportivas del club, piscinas y centros de recreación como pista de hielo, pistas de tenis, o pistas de atletismo, siendo éstas las primeras en inaugurarse bajo un criterium internacional presenciado por el Jefe de Estado español Francisco Franco.
En 1966, se construye el "Pabellón Raimundo Saporta", bajo el nombre "Pabellón de la Ciudad Deportiva del Real Madrid". Aquí sería donde el primer equipo de baloncesto del Real Madrid jugaría sus partidos en casa durante 38 años. No fue oficialmente renombrado en honor del expresidente de la sección de baloncesto hasta recibir el voto favorable de los socios en la Asamblea General Ordinaria del 3 de octubre de 1999.
El campo principal en el cual jugaba sus partidos como local el Real Madrid "B" tenía una capacidad de 6.000 espectadores y unas dimensiones de 105 x 65.
El último partido oficial que el filial blanco disputó en la Ciudad Deportiva fue el 20 de junio de 2004 contra la UD Lanzarote en la fase de ascenso a 2ª División. El partido acabó en empate a 2 y el último goleador fue el centrocampista madridista Roberto Trashorras en el minuto 82'.

## Controversia
A finales del siglo XX, las tierras circundantes al complejo ya no eran periféricas, sino que se habían convertido en un importante centro neurálgico de la ciudad con gran afluencia de transporte, en el nudo más importante del norte de la ciudad y el área financiera. Su ubicación a lo largo del Paseo de la Castellana conduce a un aumento en el valor de la tierra. En los años noventa, el Real Madrid estaba en una delicada situación de deuda y más de una vez emprende planes para la reconstrucción y el desarrollo de complejos alternativos, presumiendo la venta de la tierra ocupada por la Ciudad Deportiva, pero este no se produce hasta la presidencia de Florentino Pérez, cuando se llevan a cabo los distintos programas. Así, en 2001, el Real Madrid se embolsó 80.000 millones de pesetas (480 millones de euros) por la explotación de una torre y media de las cuatro construidas en el terreno. Otra torre y media la explotó la Comunidad de Madrid y la cuarta el ayuntamiento. En septiembre de 2003, el Real Madrid abandona la Ciudad Deportiva de forma definitiva. En agosto de 2004, finalizaron las obras de demolición.
Tras el acuerdo, el Real Madrid traslada su Ciudad Deportiva a la zona de Valdebebas, donde se encuentra actualmente desde su construcción e inauguración en el año 2005.

## Terrenos en la actualidad

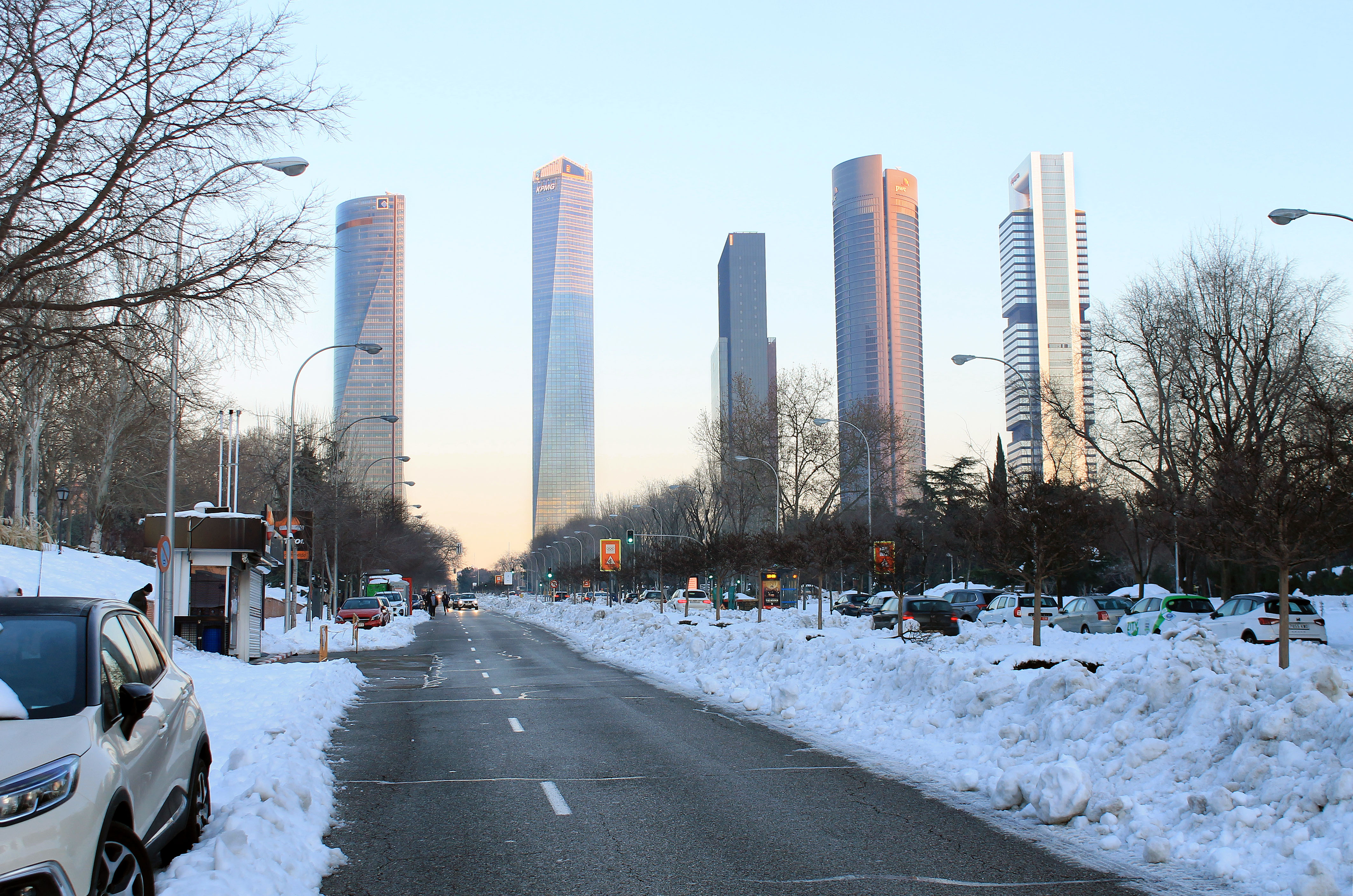
Cuatro Torres Business Area.

En el lugar de la antigua Ciudad Deportiva, se encuentra desde 2006 el Centro Financiero de las Cuatro Torres de Madrid. Esta manzana la ocupan el Paseo de la Castellana, la avenida Monforte de Lemos y las calles Arzobispo Morcillo y Pedro Rico.